# 朱據
朱據（194年—250年），字子範，吳郡吳縣（今江苏省苏州市 ）人。三國時東吳重要官員及將領。

## 生平
朱據於黃武年間成為五官郎中，當侍御史。後來，孫權追念呂蒙、張溫等有才官員，認為朱據文武兼備，可以替代他們的位置，於是任命他為建義校尉，駐兵湖孰。
黃龍元年（229年），孫權稱帝，同年遷都建業，許配孫魯育給朱據，拜左將軍，封雲陽侯。黃龍二年（230年），曹魏平民隱蕃投降東吳之後策動政變失敗，朱據因為之前不斷向孫權保薦隱蕃有帝王輔助的才能，而被剝奪入朝晉見皇帝的權利，禁令在很久才解除。與朱據共同推薦隱蕃的廷尉郝普則畏罪自殺。
嘉禾五年（236年），東吳鑄造大錢，工人王遂盜取原本應該給朱據部曲的三萬緡大錢，典校郎呂壹懷疑是朱據私吞的，以杖打拷問主管致死。朱據可憐主管枉死而為他厚葬，更被呂壹認為朱據心虛，孫權得到呂壹報告後，多次責問朱據，但朱據無法證明自己清白，只有自囚等待判罪。數月後，典軍吏劉助發現事實真相，報告孫權，孫權才感嘆：「連朱據都會被誣告，何況一般的官吏百姓呢？」朱據沉冤得雪，呂壹則被問罪伏誅。
赤烏九年（246年），遷驃騎將軍。赤烏十二年四月丙寅（249年5月8日）領丞相一職，為孫權祭拜鵲鳥。當時正處於太子孫和和魯王孫霸的二宮之爭，朱據擁護太子，意志十分堅定，更多次上書維護太子。
次年（250年），孫和被廢而孫霸被賜死，朱據亦因多次進懇切進諫而觸怒孫權，被降職為新都郡丞，還未上任就被中書令孫弘進言誣害，當時孫權病重，孫弘就自行下詔賜死朱據。时年五十六歲。

## 性格特徵
- 《三國志》記載他「姿貌膂力，又能論難」，的確是文武兼備的人才。
- 《三國志》亦記載他「謙虛接士，輕財好施，祿賜雖豐而常不足用」，可見他為人有禮和慷慨。

## 親屬

### 妻子
- 孫魯育，孫權三女，先嫁朱據，後來改嫁劉纂。

### 子女
- 朱熊，朱據之子，掌兵为虎林督。孫亮在位時被全公主誣陷，被殺。
- 朱損，朱據之子，娶权臣孙峻妹，掌兵担任外部督，孫亮在位時被全公主誣陷，被殺。
- 朱皇后，朱據之女，吳景帝孫休的皇后。

### 孫兒
- 朱宣，朱熊之子，景帝永安年間追念功績而繼承雲陽侯爵位。孫皓在位時官至驃騎將軍。

### 同宗
- 朱桓、朱异父子[5]

## 延伸阅读
[在维基数据编辑]
 《三國志/卷57》，出自陳壽《三國志》

| 官衔        | 官衔                 | 官衔                           |
| ----------- | -------------------- | ------------------------------ |
| 前任： 步骘 | 孫吳丞相 247年—250年 | 空缺下一位持有相同頭銜者：孙峻 |